# 에소

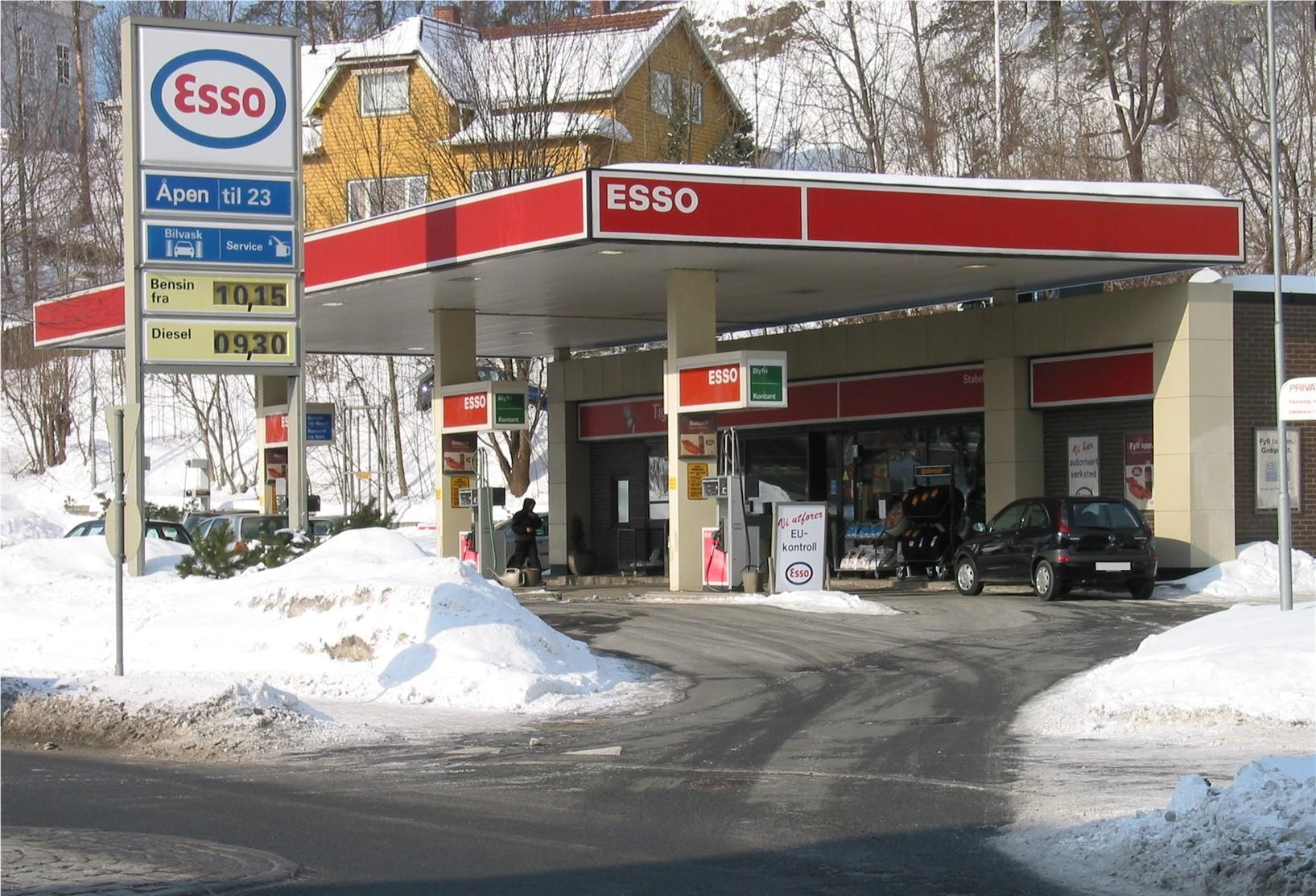

에소(Esso)는 엑슨모빌과 관련 회사의 국제 거래 이름이다. 이 이름은 1911년 이전의 스탠더드 오일의 영문 이니셜에서 비롯되었다. 미국에서는 1973년에 엑슨이라는 브랜드로 대체되었으나 그외의 지역에서는 아직도 에소로 불린다. 전 세계적으로는 에소와 모빌이 엑슨모빌의 주요 브랜드 이름이다.